# Łagów (stacja kolejowa)
Łagów – stacja kolejowa na linii nr 375 w Łagowie, w województwie lubuskim, w Polsce.

## Historia
Prace koncepcyjne nad jednotorową linią kolejową łączącą Międzyrzecz (Meseritz) i Toporów (Topper), na trasie której znalazł się Łagów (Lagow), rozpoczęły się w 1904 roku. Pruskie koleje państwowe budowę zainicjowały w 1907 roku - trwała one dwa lata i wymagała przecięcia Pojezierza Łagowskiego - obszaru o urozmaiconej rzeźbie terenu z m.in. polodowcowymi wzgórzami i bagienno–torfowymi dolinami. Trudny odcinek przez Łagów wymagał m.in. realizacji ceglanego wiaduktu nad drogą do Żelechowa (obecna ulica Mostowa), o długości przekraczającej 40 metrów. Łagowską stację ulokowano na północ od wiaduktu, w północno-wschodniej części miasta, około 400 metrów od brzegu jeziora Ciecz. W skład stacji wchodziły dwa perony, budynek dworcowy, sąsiadujący z nim magazyn towarowy oraz ładownia z magazynem.

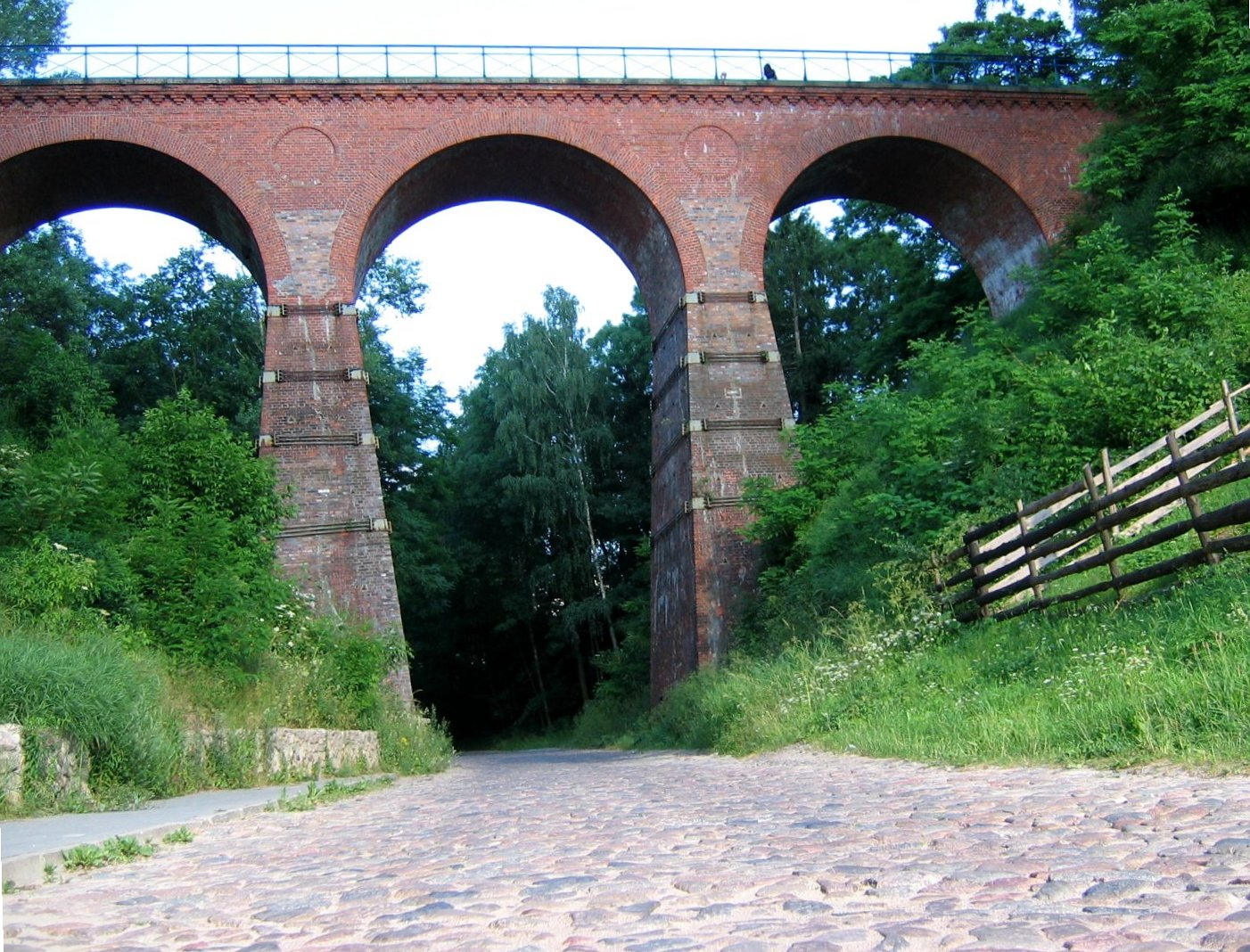
Wiadukt nad ulicą Mostową

Prace nad linią kolejową zakończono w 1909 roku. 1 sierpnia pierwszy pociąg z Toporowa do Międzyrzecza zainaugurował funkcjonowanie stacji w Łagowie. Wjazdowi na stację towarzyszyły huczne obchody z udziałem orkiestry. Oddana do użytku linia kolejowa stanowiła północną odnogę magistrali wschód-zachód, łączącej Berlin i Poznań. Nowe połączenie Łagowa z dużymi ośrodkami miejskimi przyczyniło się do  rozwoju miasteczka, m.in. jako kurortu turystycznego. Stacja Łagów według niezrealizowanych planów z okresu dwudziestolecia międzywojennego, miała być stacją węzłową. Projekty zakładały m.in. realizację linii kolejowej z Łagowa do Skwierzyny (Schwerin (Warthe)).
Początkowo linia kolejowa Międzyrzecz-Toporów wchodziła w skład sieci Pruskich Kolei Państwowych (Preußische Staatseisenbahnen), których historia skończyła się po I wojnie światowej wraz z fuzją wszystkich kolei krajów związkowych w jedne Niemieckie Koleje Rzeszy (Deutsche Reichsbahn) w 1920 roku. Łagowska stacja w nowej strukturze znalazła się pod jurysdykcją dyrekcji z Frankfurtu nad Odrą (Reichsbahndirektion Osten). 

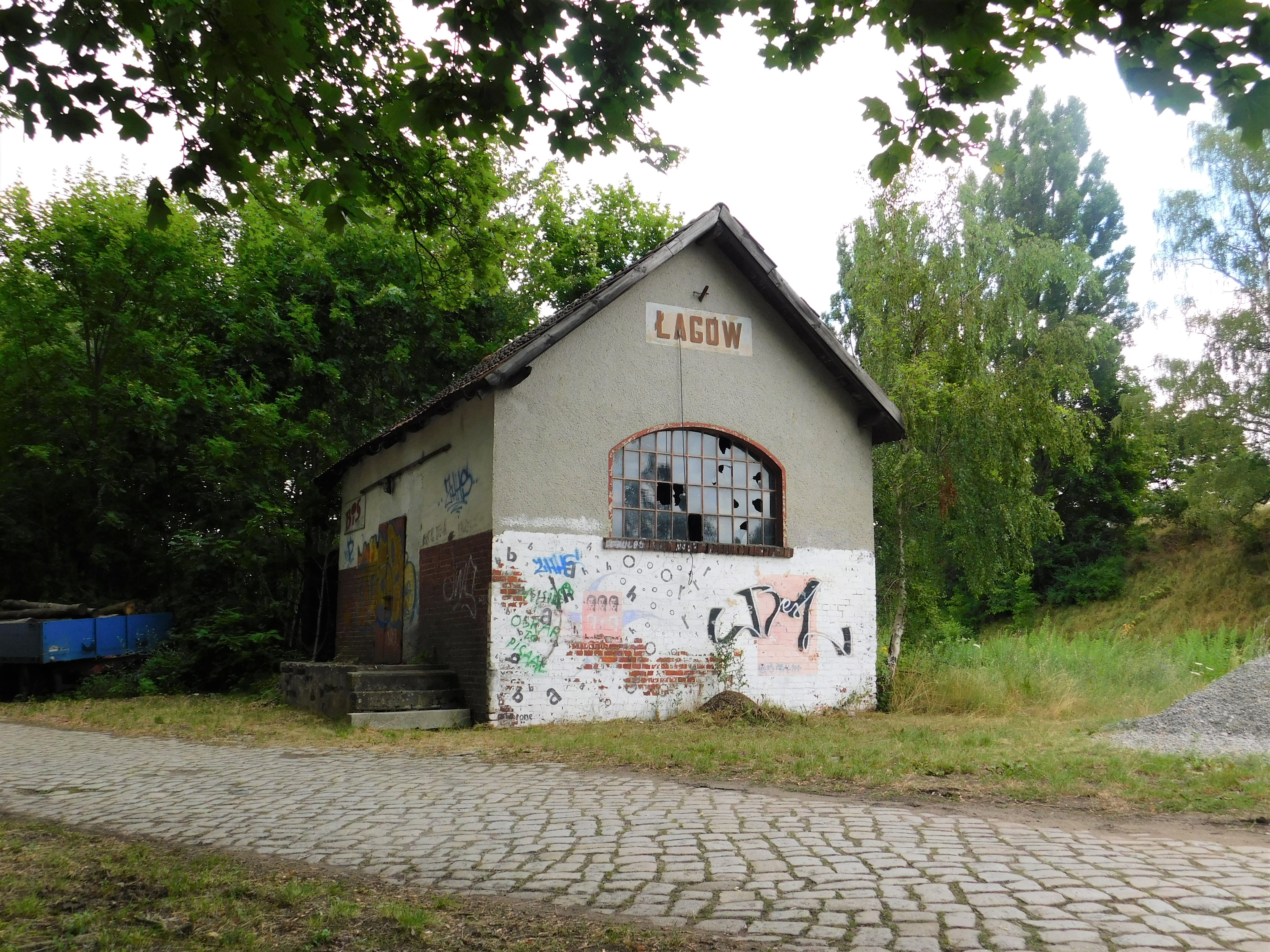
Budynek dawnego magazynu, który sąsiadował w nieistniejącym dziś dworcem

Wraz z zakończeniem II wojny światowej, Łagów znalazł się w granicach Polski. Zarząd nad liniami kolejowymi przejęły Polskie Koleje Państwowe. Od 1945 do 1947 roku łagowska stacja tymczasowo nosiła nazwę Łasów, dopiero w 1947 roku ustanowiono funkcjonującą do dziś nazwę Łagów. Pod koniec działań wojennych spłonął budynek dworca na stacji Łagów - jego zachowane resztki przetrwały do lat 60. XX wieku, kiedy to zostały zburzone. Działająca uprzednio budynku dworca kasa biletowa została uruchomiona w dawnym magazynie na ładowni, gdzie także mieściło się biuro zawiadowcy. 
Z czasem problemem na linii kolejowej Międzyrzecz-Toporów zaczęła być starzejąca się infrastruktura oraz brak bieżącej konserwacji. Według rozkładu jazdy PKP z 1949 roku, pociąg trasę na linii Międzyrzecz-Toporów pokonywał w czasie 1,5 godziny, natomiast pod koniec lat 80. XX wieku czas ten wynosił już 2,5 godziny. W 1987 roku Polskie Koleje Państwowe zawiesiły na linii kolejowej nr 375 ruch osobowy. Połączenia przez Łagów zostały krótkotrwale wznowione w 1993 roku na odcinku ze stacji Sieniawa Lubuska do Toporowa przez Lubuską Kolej Regionalną. Ostatecznie w lutym 1994 roku ruch pasażerki zawiesiła także LKR.
Pomimo zawieszenia połączeń pasażerskich, odcinek z Sieniawy do Toporowa przez Łagów nadal był wykorzystywany w ruchu towarowym, przede wszystkim do transportu urobku z pobliskiej kopalni węgla brunatnego, z przerwą w latach 2000-2008, kiedy linia była nieprzejezdna. W 2008 roku oczyszczono tory i wznowiono ruch pociągów. W 2020 roku lubuski zakład Polregio uruchomił specjalne wakacyjne kursy pasażerskie z Zielonej Góry do Łagowa i z powrotem. Połączenia odbywały się w każdą sobotę od 8 sierpnia do 12 września. Od 26 czerwca 2021 roku lubuskie Polregio wraz z organizatorem przewozów - Urzędem Marszałkowskim Województwa Lubuskiego uruchomiło sobotnio-niedzielne połączenia kolejowe łączące Zieloną Górę i Łagów.